# 中国金融认证中心
中国金融认证中心（英語：China Financial Certification Authority，缩写CFCA）是中国大陆的一家金融认证机构，专门为金融业的各种认证需求提供证书服务。
中心是由中国人民银行牵头，14家全国性商业银行共同建立，由银行卡信息交换中心（中国银联的前身）承建的，2000年6月29日在北京正式挂牌成立。可以看作是中国银联的子公司。